# Orde Civil de Maria Victòria
Orde Civil de Maria Victòria fou una orde honorífica espanyola, creada durant el regnat com a consort de la reina Maria Victòria d'Espanya. Va ser instituïda per Reial decret de 7 de juliol de 1871, que premiava els eminents serveis prestats a la instrucció pública, bé creant, dotant o millorant establiments d'ensenyament, publicant obres científiques, literàries o artístiques de reconegut mèrit, o fomentant de qualsevol altra manera les ciències, les arts, la literatura o la indústria. En aquestes dates, el ministre de Foment era Manuel Ruiz Zorrilla, que va ser gran impulsor de la creació d'aquesta ordre.
L'Orde Civil de Maria Victoria va tenir una vida molt curta, fou dissolta després de la proclamació de la Primera República per Decret de 7 de maig de 1873, que porta la signatura del llavors ministre de Foment Eduardo Chao Fernández.

## Categories
L'ordre constava de tres categories:
- Gran Creu.
- Creu de Primera Classe.
- Creu de Segona Classe[2]

El color preceptiu de la banda i de la cinta de passador depenia de la disciplina a la qual pertanyien els seus membres; Medicina – Groc or; Teologia – Blanc; Dret – Roig; Farmàcia – Morat; Filosofia i Lletres i Diplomàtica – Blau celest; Ciències exactes, físiques i naturals – Blau turquesa; Escoles Industrials, Arts i Oficis, Comerç – Turquesa i negre; Belles arts – Rosa; Arquitectura i Construccions Civils – Turquesa i rosa; Enginyers de Montes – Turquesa i violeta; Enginyers de Mines – Turquesa i ataronjat; Nàutica i construccions navals – Negre i verd mar; Ensenyament primari – Blanc i verd.

## Guardonats
Entre altres prohoms de l'època als quals se li van atorgar aquesta condecoració destaquen a la seva classe de Gran Creu: Juan Manuel de Manzanedo, Hilarión Eslava, Rafael Martínez Molina, Cesáreo Fernández, Juan Eugenio Hartzenbusch, Juan Valera y Alcalá Galiano, Ángel Fernández de los Ríos, José Zorrilla, Emilio Arrieta, Francisco Asenjo Barbieri, Segismundo Moret, Antonio Romero, Ramón de Campoamor, Adelardo López de Ayala, Federico de Madrazo, Santiago Diego de Madrazo, Patricio de la Escosura, Luis de la Escosura, Nicolás María Rivero, Miguel Colmeiro, Eulogio Florentino Sanz, Juan de Ariza o Francisco Jareño.
Aquest orde (cosa inusual per a l'època) no era exclusivament masculina, perquè els va ser concedida a dues dones la creu de segona classe el 1873; Segunda Oñate del Campo, professora d'ensenyament primari a Calahorra i María Bascuas y Colón, professora d'ensenyament primari a Pontevedra, qui va publicar un tractat d'aritmètica, Aritmética para uso de las escuelas de instrucción primaria, obra a la seva classe de reconeguda importància.